# Jacques Passy
Jacques Antoinio Passy Kahn (* 30. September 1975 in Mexiko-Stadt) ist ein mexikanischer Fußballtrainer.

## Karriere
Seine erste Station als Trainer war im November 2006 interimsmäßig bei Dorados de Sinaloa, eigentlich hatte er zu dieser Zeit den Posten des technischen Direktors inne. Im Mai 2015 wurde er von der St. Kitts and Nevis Football Association als Nationaltrainer für die A-Mannschaft auserwählt. Seinen ersten Einsatz als Cheftrainer hatte er am 12. Juni 2015 während der Qualifikation für die Weltmeisterschaft 2018 bei einem 2:2 zuhause gegen El Salvador. In den nächsten vier Jahren stand er insgesamt 25-mal an der Seitenlinie und führte das Team sogar bis auf Platz 73 der FIFA-Weltrangliste. Im März 2019 trat er von dieser Position zurück.
Im Januar 2020 übernahm er das Amt des Trainers der U23-Mannschaft der Dominikanischen Republik, um die Mannschaft während der Qualifikation für die Olympischen Spiele zu begleiten. Im August wurde er auch Trainer der A-Mannschaft.